# Desktop publishing di edizioni critiche
L'impaginazione di edizioni critiche presenta alcune peculiarità che non tutti i software di elaborazione o composizione di testi sono in grado di rendere in modo opportuno. In particolare, il corpo del testo ha in genere una numerazione a margine delle righe, e talvolta numerazioni ulteriori (per esempio con riferimento ai numeri di pagine di un determinato manoscritto); le note a piè di pagina (o in generale l'apparato critico) possono far riferimento a tali numerazioni.

## Impaginazione in [La]TeX
Il celebre programma [La]TeX può essere usato per l'impaginazione di edizioni critiche facendo uso di uno dei vari pacchetti dedicati. TeX automatizza diverse operazioni altrimenti noiose e difficili, come il riporto dei riferimenti ai numeri di riga, e produce un documento finale in PDF o PostScript.
Esistono quattro principali pacchetti TeX/LaTeX esplicitamente pensati per le edizioni critiche. 
1. EDMAC. Originariamente chiamato TEXTED.TEX, fu realizzato da John Lavagnino nel 1988 e completato da Dominik Wujastyk. In seguito è stato sviluppato continuamente. Gli ordini EDMAC si caratterizzano per essere sempre compresi, oltre che tra \input e un \bye, anche tra tag come \beginnumbering e \endnumbering (inizio e fine della numerazione delle righe), \pstart e \pend (inizio e fine di paragrafo) e successioni di \text{}\lemma{}\Afootnote{}/ per cinque tipi di apparato (ma esistono anche \Bfootnote{} \Cfootnote{} \Dfootnote{} \Efootnote{} per l'apparato a piè di pagina, e \Aendnote{}, \Bendnote{}... per un eventuale apparato finale).
2. Nel marzo del 2003 Peter Wilson, basandosi sulla versione 3.16 di EDMAC, iniziò il porting da TeX a LaTeX; il risultato, ledmac, impiega quasi tutti gli stessi parametri, con qualche variazione minore. Concretamente gli ordini principali si scrivono \edtext{}{\lemma{}\Afootnote{}}.
3. ednotes, sviluppato da Uwe Lück e Christian Tapp e distribuito per prima volta nel gennaio 2003, è anch'esso basato su EDMAC e utilizzabile con LaTeX. Si caratterizza per comandi del tipo \Anote{}{}, molto più semplici dei comandi EDMAC/ledmac. Secondo gli autori, ednotes supera ledmac nella capacità di sovrapposizione di lemmi diversi, ma è inferiore nella capacità di creare apparati formattati in colonne (columnar footnotes), note finali (endnotes), linee di secondo grado (sublines) e altre particolarità tipografiche. La principale difficoltà di utilizzo del pacchetto è legata alla quantità di dipendenze da altri pacchetti; per iniziare a lavorare in ednotes possono occorrere infatti fino a 12 installazioni diverse.
4. poemscol, creato da John Burt nel 2002, è un pacchetto specificamente predisposto per l'elaborazione di poesie.
5. reledmac e reledpar, creati da Maïeul Rouquette (attuali versioni 2.21.0-2017 e 2.18.0-2017),  pacchetti predisposti per l'elaborazione di edizioni critiche  a pagine affiancate e colonne affiancate (testi o versi).

## Altri programmi per l'edizione critica
Esistono diversi software commerciali basati su EDMAC o capaci di interagire con esso:
- Collate di Peter Robinson è una suite di programmi per collazionare ed elaborare testi. Esiste solo per Macintosh e può interagire con EDMAC e Text Encoding Initiative (TEI).
- Classical Text Editor (CTE) di Stefan Hagel è invece per la piattaforma Windows; è l'unico programma completamente indipendente da LaTeX. Può impiegare Unicode (per esempio per il greco e l'ebraico) e può esportare in formato RTF, TEI e HTML (con collegamenti ipertestuali verso i diversi apparati).
- CRITICAL EDITION TYPESETTER (CET) è un front-end e back-end di EDMAC per Windows. Consiste in sei diversi componenti: un word processor, un preprocessore per convertire il testo in formato TeX, TeX, EDMAC, il traduttore di PostScript dvips, e un emulatore di PostScript.

## Progetti su edizioni critiche in Italia
- MauroTeX è un linguaggio per le edizioni critiche basato su LaTeX e creato da P. Mascellani dell'Università di Siena. Ancora nella versione beta, è stato sviluppato ed utilizzato nell'ambito del Progetto Maurolico.
- CeTeX Jerónimo Leal organizza regolarmente un Corso di Edizione Critica al Computer che si tiene a Roma. Basato su EDMAC-ledmac è indirizzato a ricercatori di aree umanistiche, che desiderano preparare un'edizione critica per la stampa.